# Canthium siamense
Canthium siamense là một loài thực vật có hoa trong họ Thiến thảo. Loài này được (Harms) Pit. mô tả khoa học đầu tiên năm 1924.